# Corps de garde

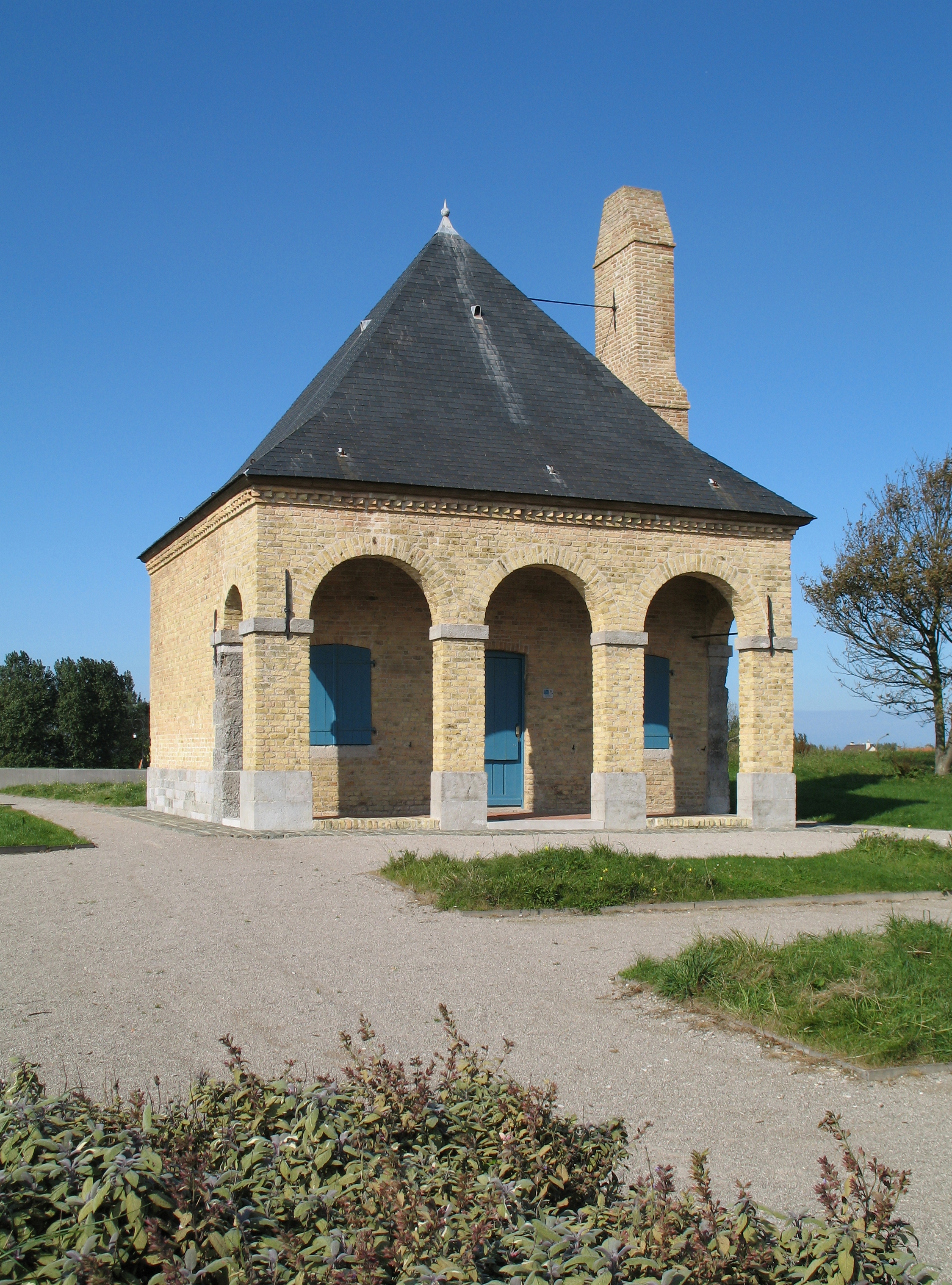
Een corps de garde

De Corps de garde zijn een aantal wachthuisjes in de tot het Noorderdepartement behorende plaats Gravelines.
Er staat een aantal van deze wachthuisjes op de vestingwerken van Gravelines, en wel bij toegangen die bewaakt moeten worden, maar ook ter ondersteuning van militairen die de wacht moesten lopen. Het betreft een aantal vierkante huisjes van gele bakstenen en bedekt met leien. Ze hebben meestal een galerij om de wachtlopende militair te beschermen.
De meeste zijn gebouwd in 1771-1774.
Voorbeelden:
- Corps de garde de la Porte de Dunkerque
- Corps de garde du Château
- Corps de garde Varennes
- Corps de garde du Moulin
- Corps de garde Carnot